# Thecla heloisa
Thecla heloisa är en fjärilsart som beskrevs av Heinrich Benno Möschler 1883. Thecla heloisa ingår i släktet Thecla och familjen juvelvingar. Inga underarter finns listade i Catalogue of Life.